# Liste de ponts de la Corrèze
Liste de ponts de la Corrèze, non exhaustive, représentant les édifices présents importants et/ou historiques dans le département.

## Grands ponts en service
Les ouvrages non courants du département de la Corrèze, caractérisés, par simplification, par une longueur de tablier supérieure à 100 m sont classés ci-après par gestionnaires de voies.

### Autoroute A89
- Viaduc de la Vézère-Corrèze, 990 m de longueur moyenne des tabliers[1].
- Viaduc du Pays de Tulle, 854 m de longueur pour 150 m de haut, sur les communes de Naves et Les Angles-sur-Corrèze, 2e viaduc le plus haut d'Europe après Millau.
- Viaduc du Chadon, long de 530 m et haut de 90 m[2], à Gimel-les-Cascades
- Viaduc de la Barricade, long de 420 m, il traverse le ruisseau de la Barricade.
- Viaduc du Chavanon, long de 360 m et haut de 100 m, il surplombe la vallée du Chavanon sur les communes de Merlines (en Corrèze) et Messeix (dans le Puy-de-Dôme).
- Viaduc des Bergères, long de 282 m.
- Viaduc du Ribeyrol, entre Cublac et Villac (en Dordogne), long de 259 m et haut de 40 m, franchit à deux reprises une boucle du Ribeyrol (ou ruisseau de Savignac [3]), un petit affluent de l'Elle [4].
- Viaduc du Maumont, long de 190 m, haut de 4 à 7 m[5], sur les communes de Saint-Viance et d'Ussac.

### Autoroute A20
- Viaduc de la Vézère, 362 m à Uzerche.

### Routes départementales
- Pont de Saint-Projet
- Sur l'autoroute A89, pont de franchissement de la route départementale 901, à l'ouest de Brive-la-Gaillarde, 100 m de long, haut de 11 à 14 m[5],

## Ponts présentant un intérêt architectural ou historique

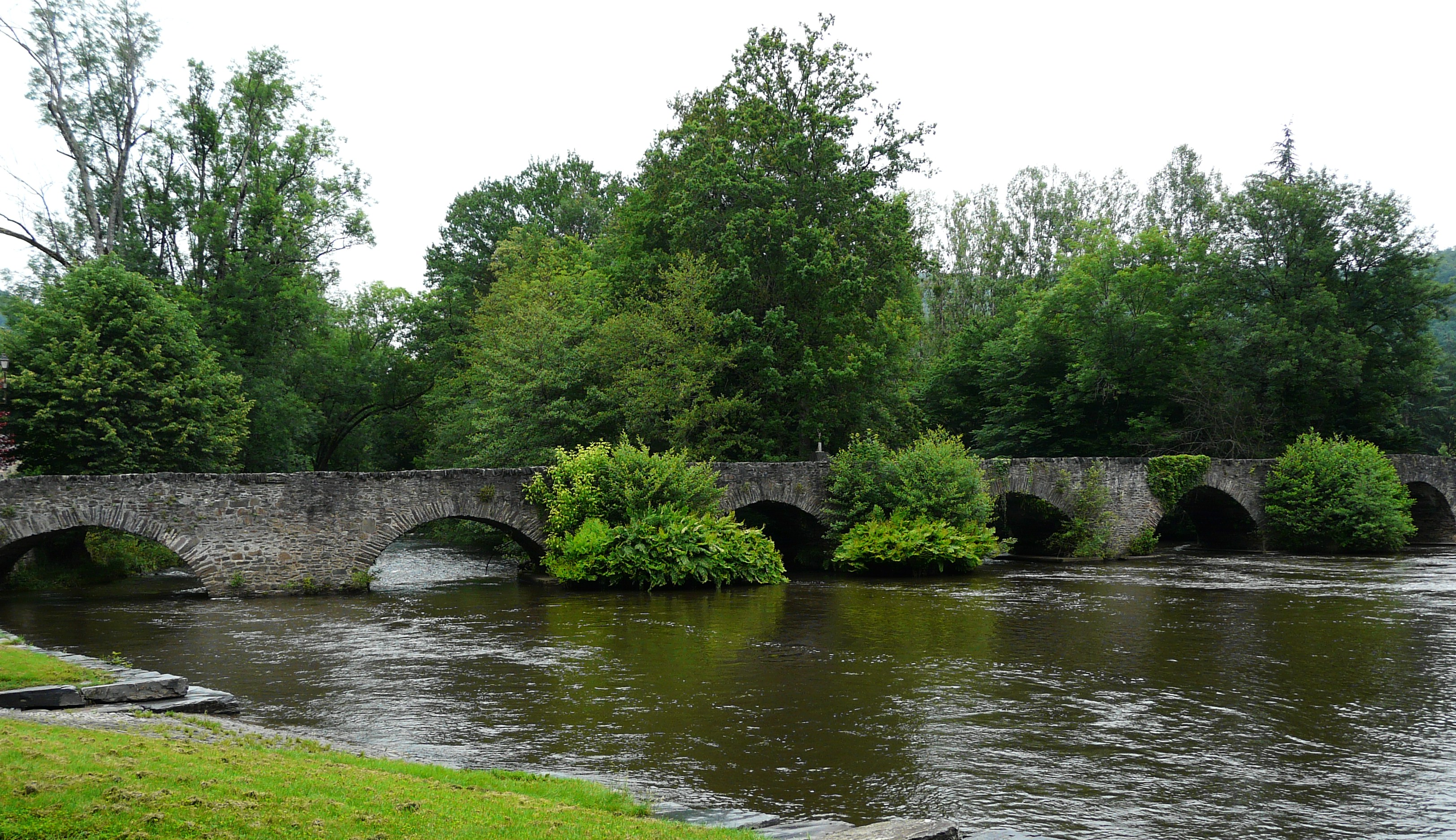
Le pont du Saillant vu depuis la rive droite (Voutezac)

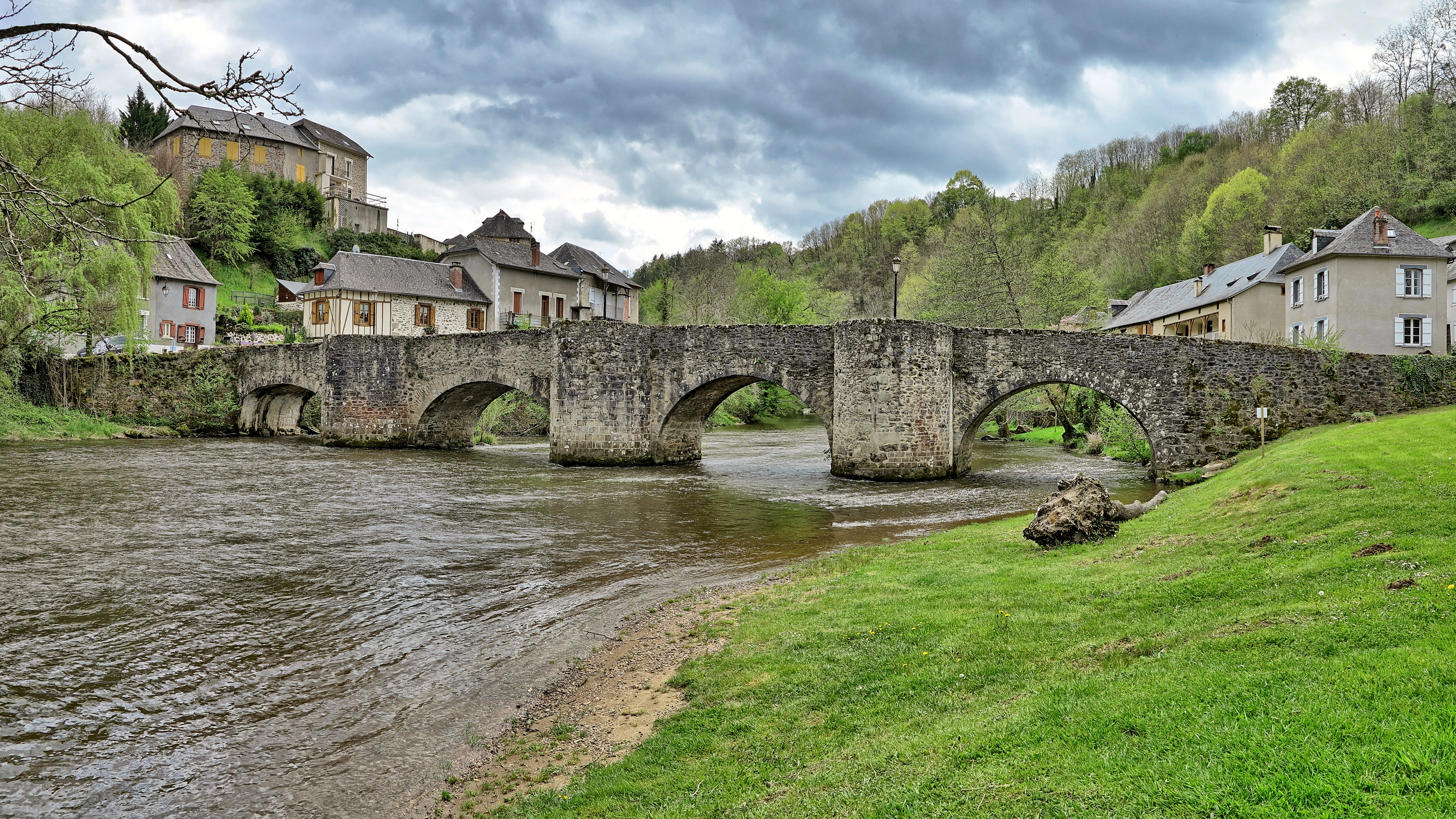
Vieux pont sur la Vézère à Vigeois

Les ponts de Corrèze inscrits à l'inventaire national des monuments historiques sont recensés ci-après :
- Vieux Pont du Saillant sur la Vézère - Allassac et Voutezac - XVIe siècle
- Viaduc de la Chapelle, devant la chapelle Notre-Dame-du-Pont-du-Salut - Corrèze - XVIIIe siècle
- Viaduc des Rochers Noirs Soursac

- XXe siècle
- Pont - Meymac - XIXe siècle
- Pont - Pérols-sur-Vézère - XVIIIe siècle ; XIXe siècle
- Pont de Varieras - Pérols-sur-Vézère
- Pont - Peyrelevade - XVIIe siècle
- Pont ancien sur la Vézère - Treignac - XIIe siècle ; XIIIe siècle
- Pont Finot - Treignac - XIXe siècle
- Vieux Pont - Treignac - XVe siècle
- Pont Turgot sur la Vézère - Uzerche - XVIIIe siècle
- Vieux Pont sur la Vézère - Vigeois

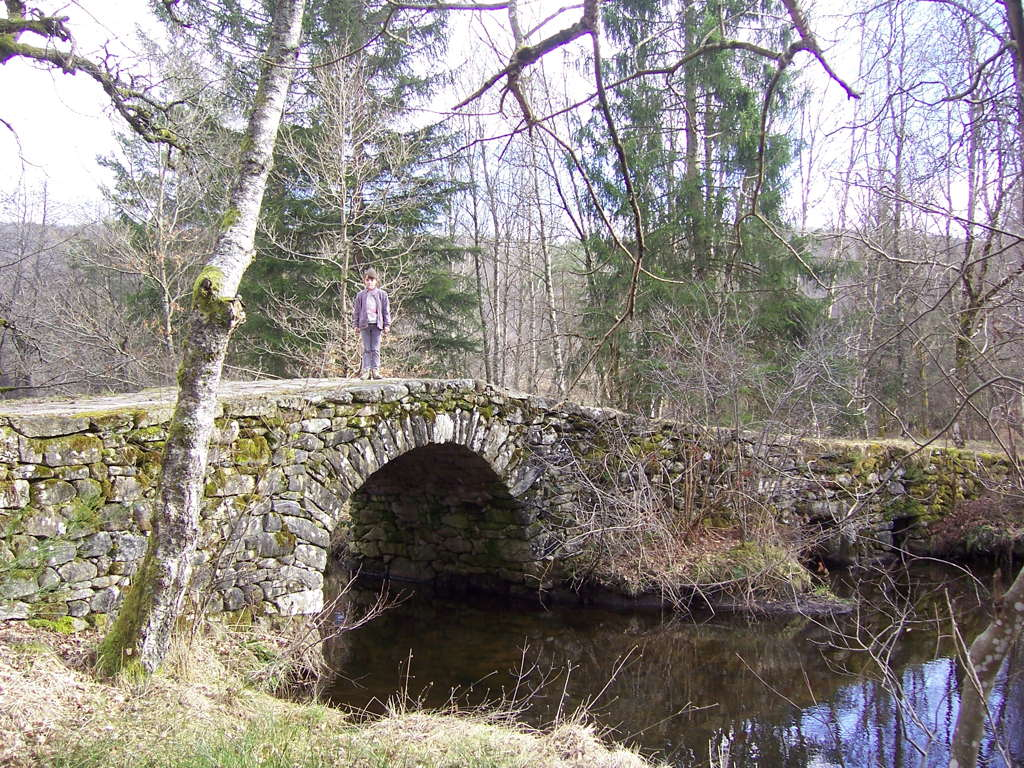
Pont de Varieras de Pérols-sur-Vézère
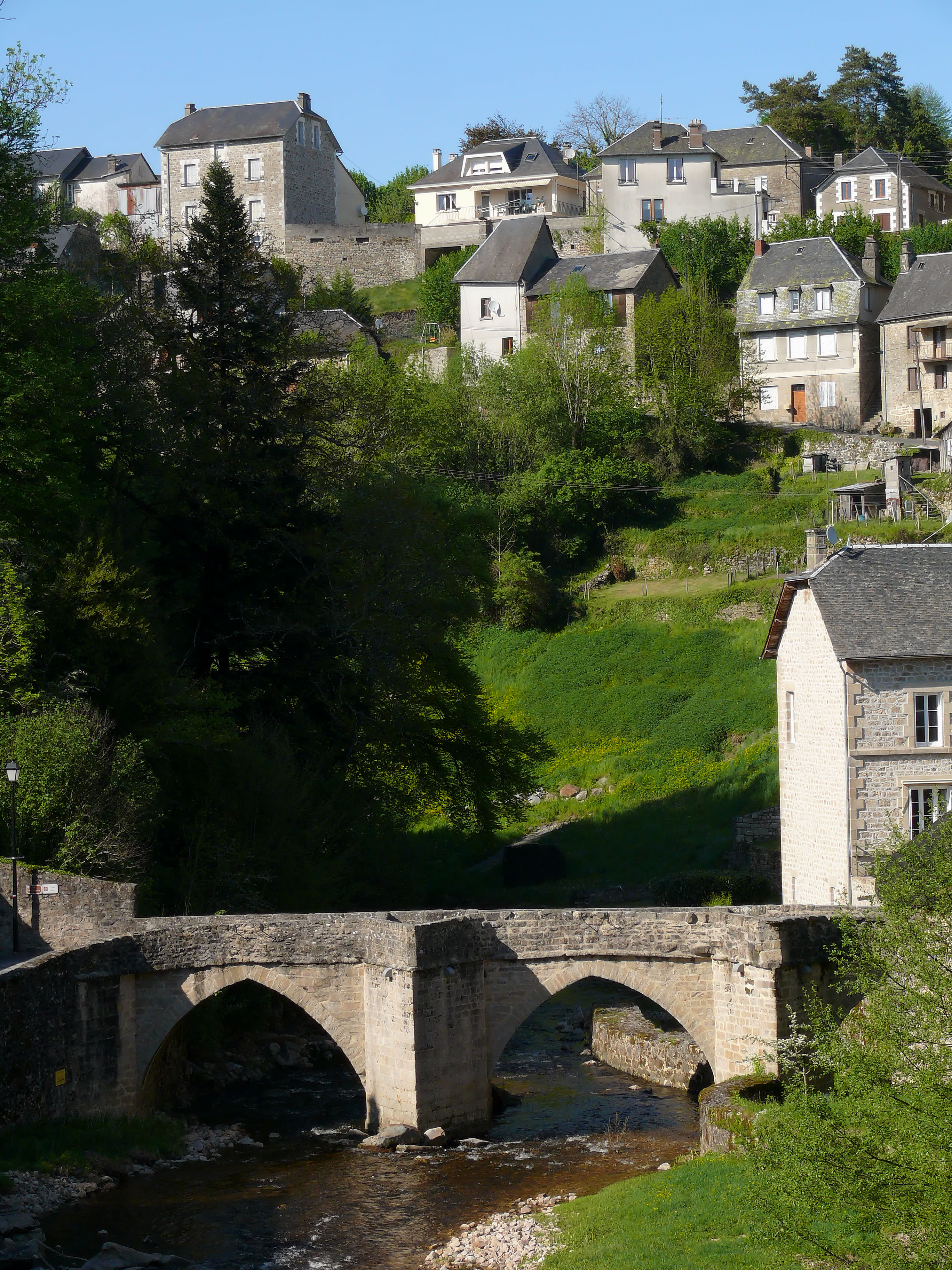
Vieux Pont de Treignac
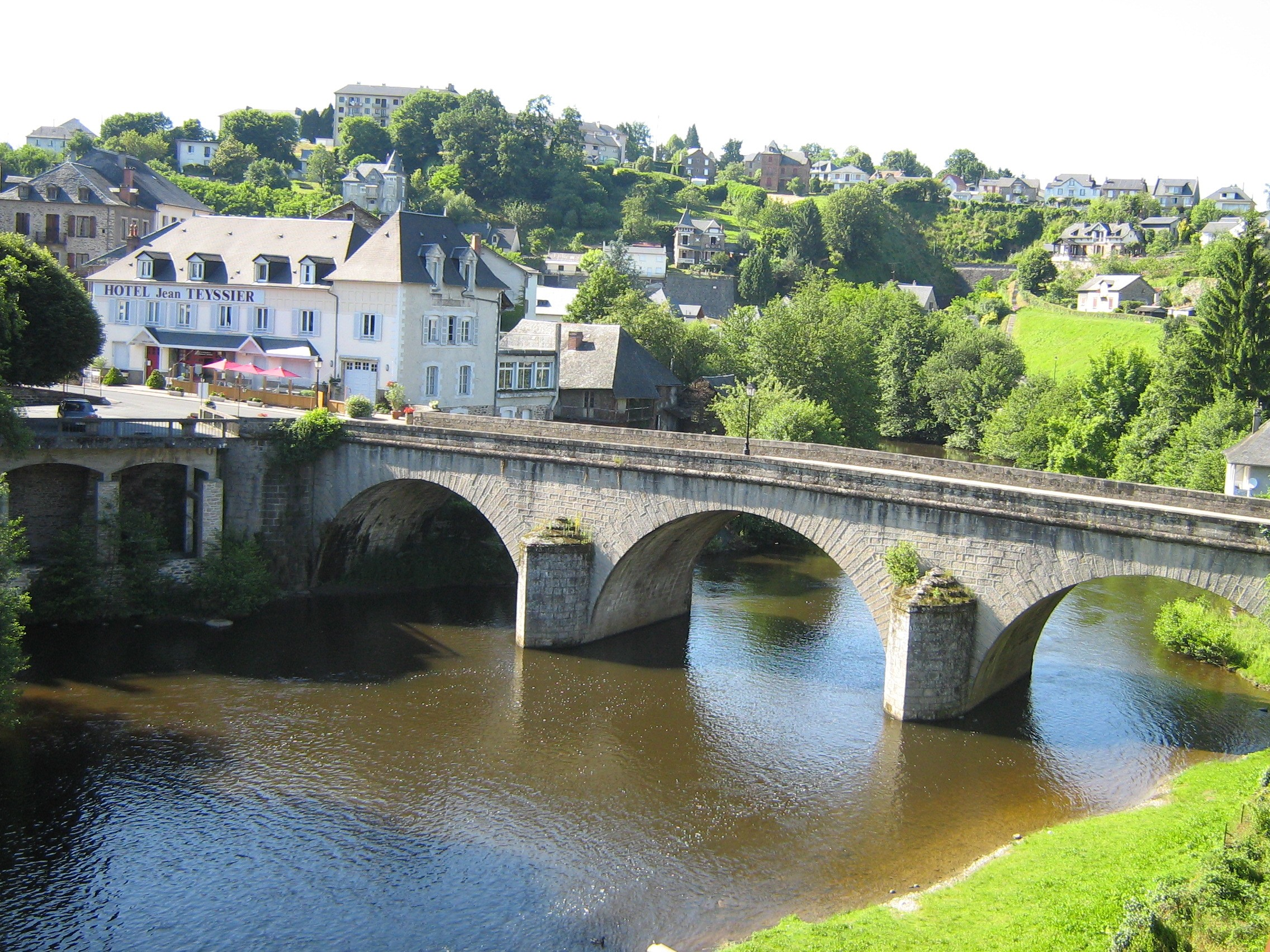
Pont Turgot d'Uzerche
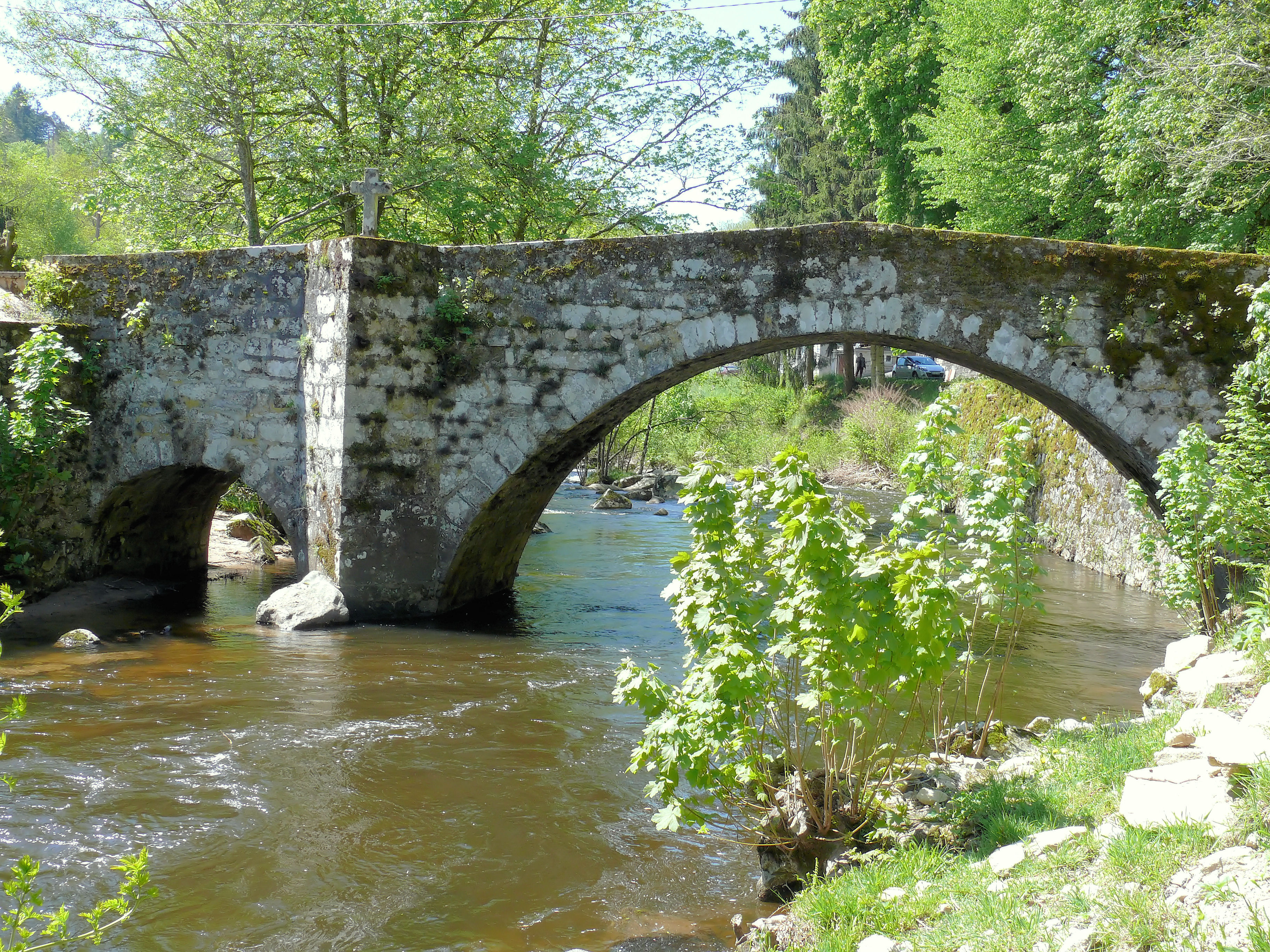
Pont de la Chapelle à Corrèze
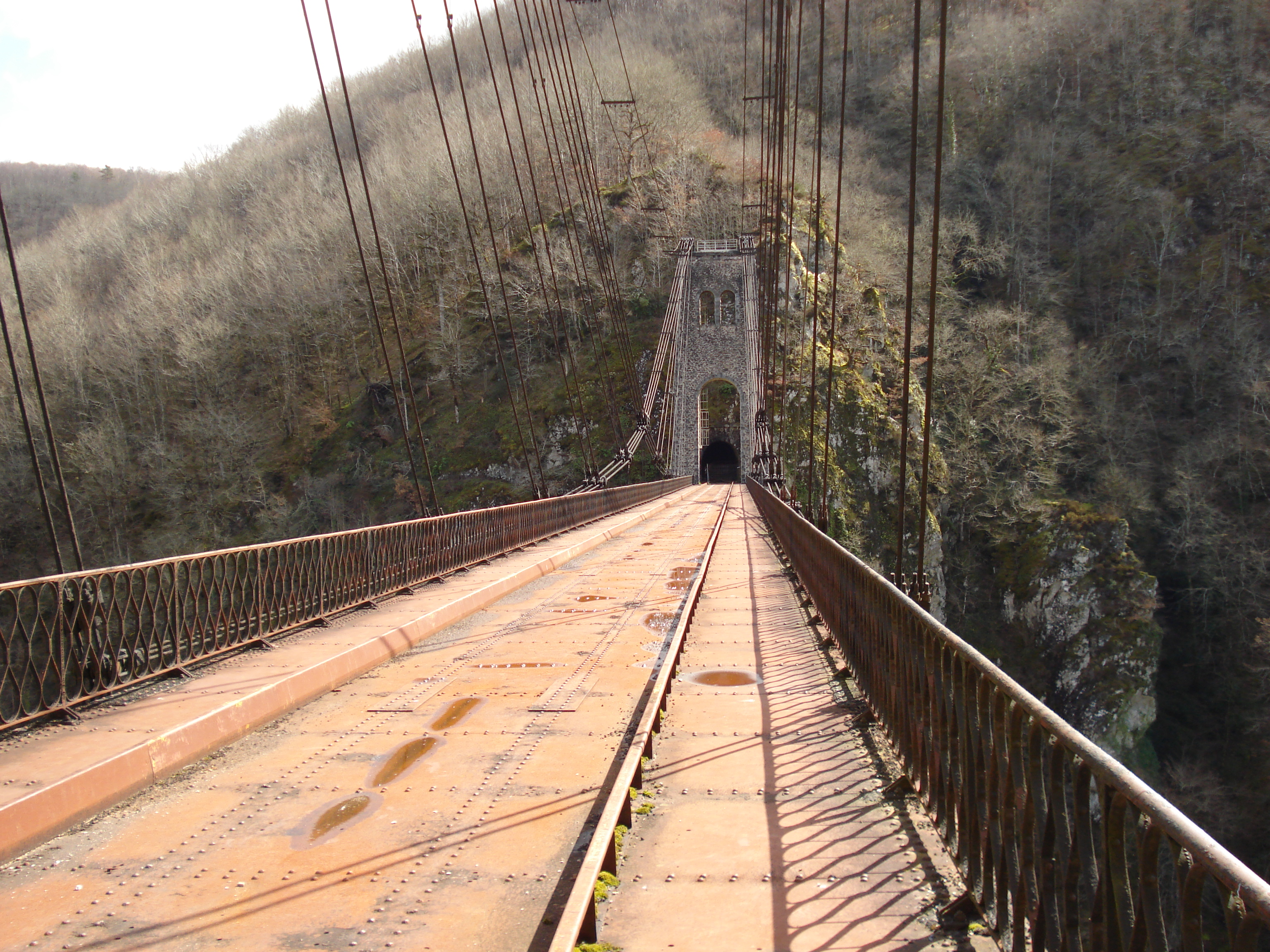
Viaduc des Rochers Noirs